# Сложени штит
Сложени штит (лат. umbella composita) је врста цвасти која спада у групу сложених рацемозних цвасти. Код ове врсте цвасти главна осовина је скраћена, а са њеног врха полази пуно простих штитова. Цветови на простим штитовима се налазе приближно у истој равни. Најчешће прво почну да цветају они цветови који се налазе на крајевима простог штита, док они у унутрашњости простог штита крену да цветају касније. Код сложеног штита се јављају две врсте заштитних листића: при дну главног штита (на главној осовини) - инволуцрум и при дну простих штитова - инволуцелум.

## Примери
Сложен штит је типичан за породицу штитоноша Apiaceae (нпр. першун, целер, шаргарепа).